# Логическа операция
Логическа операция в логиката са онези действия, вследствие на които въз основа на вече съществуващи понятия се пораждат нови. В по-тесен смисъл понятието се използва в математическата логика и програмирането.
Основните логически операции са: конюнкция, дизюнкция, отрицание, изключваща дизюнкция, импликация и равнозначност.